# Елиз Тайтъл
Елиз Тайтъл (на английски: Elise Title) е американска писателка на бестселъри в жанра любовни романи и трилъри. Писала е и под псевдонима Алисън Тайлър (на английски: Alison Tyler) в началото на писателската си кариера.

## Биография и творчество
Елиз Ина Тайтъл е родена на 17 декември 1943 г. в Ню Йорк, САЩ, в семейството на Ървинг и Беатрис Каплаутц. Има сестра – Джейн. Израства в Бронкс. Завършва през 1967 г. колежа в Бруклин с бакалавърска степен по изкуствата и социална антропология. Учи в Университета на Калифорния в Бъркли и през 1969 г. го завършва с магистърска степен по социална работа.
След дипломирането си започва работа като психотерапевт в изправително заведение в Бъркшир. Работата с лишени от свобода мъже и жени е трудно и понякога опасно занимание, поради което след шест години тя излиза на свободна практика.
През 1982 г. чувства остра нужда да се измъкне от тази „тъмна страна на живота“ и да се насочи към мечтата на живота си да бъде писател. В началото е объркана и уплашена от самата себе си, но има подкрепата от съпруга си, който е психиатър. Един ден слуша радиоинтервю с писател на романси и решава да се насочи към този жанр. Купува си куп книги, прочита ги и предполага, че може да направи нещо по-добро, като нейните романси ще са с повече хумор, съспенс и романтична интрига.
Първите ѝ романси са публикувани през 1984 г. под псевдонима Алисън Тайлър, който ползва до 1987 г. В продължение на 12 години тя вече има издадени над 50 произведения. Наградена е със Сертификат за високи постижения за своите романси през 1991 г. и 1992 г., а четири романа са избрани сред най-добрите за годината от „Affaire De Coeur“.
В серията си „По-добре късно“ развива темата за живота и любовта на шест най-добри приятели в техните шейсет години.
От началото на новия век Тайтъл започва да издава книгите си и в много популярния електронен вариант. Тя е член на Асоциацията на писателите на криминални романи на Америка, клон Ню Ингланд, и на Гилдията на авторите на Америка.
Има електронен магазин, където продава антики и други предмети с колекционерска стойност. Често ходи на търгове и продажби на недвижими имоти, където търси интересни и ценни находки.
Елиз Тайтъл живее в Грейт Барингтън, Масачузетс, със съпруга си Джефри. Има син Дейвид и дъщеря Ребека. Обича да се занимава с дизайн и декориране, и да гледа филми.

## Произведения

### Произведения написани като Елиз Тайтъл

#### Самостоятелни романи
- Love Letters (1988)
- Circle of Deception (1988)
- Любовна въртележка, Baby, It's You (1988)
- Out of the Blue (1989)
- All Through the Night (1989)
- McNamara and Hall (1989)
- Съпруг под наем, Too Many Husbands (1989)
- The Face in the Mirror (1990)
- Till the End of Time (1991)
- Making It (1991)
- Shadow of the Moon (1991)
- Jack and Jill (1991)
- Nearly Paradise (1991)
- Trouble in Eden (1991)
- Stage Whispers (1992)
- No Right Turn (1993)
- Just the Way You Are (1993)
- You Were Meant for Me (1993)
- Холивудска рулетка, Hot Property (1994)
- Romeo (1996)
- Bleeding Hearts (1996)
- Chain Reaction (1998)
- Guilty Party (2010)
- Too Close For Comfort (2013)

#### Серия „Братята Форчън“ (Fortune Boys)
1. Адам и Ева, Adam and Eve (1992)
2. В името на Пийт, For the Love of Pete (1992)
3. Невъзможна любов, True Love (1992)
4. Taylor Made (1992)

#### Серия „Яки момичета“ (Hart Girls)
1. Dangerous at Heart (1994)
2. Heartstruck (1994)
3. Heart to Heart (1994)

#### Серия „Натали Прайс“ (Natalie Price)
1. Killing Time (2002)
2. Inside Out (2003)
3. Conviction (2004)
4. Fatal Silence (2010)

#### Серия „По-добре късно“ (Better Late)
1. Just Coffee (2013)
2. Just One Dance (2013)
3. Just Like Old Times (2013)
4. Just One Second There (2013)
5. Just Like That (2013)
6. Just a Miracle (2013)

#### Участие в съвместни серии с други писатели

##### Серия „Търсене на страстта“ (Passion's Quest)
21. Огнена страст, Body Heat (1994)
от серията има още 49 романа от различни автори

##### Серия „Шепот на любовта“ (Dreamscapes: Whispers of Love)
- Who Is Deborah? (1993)

от серията има още 25 романа от различни автори

##### Серия „Клас от 1978 година“ (Class of '78)
3., Meg and the Mystery Man (1994)
от серията има още 1 роман от Джудит Арнолд

#### Сборници
- Just Married (1993) – със Сандра Канфийлд, Мюриел Йенсен и Ребека Уинтърс
- Valentine Bachelors (1995) – с Памела Бауър и Тифани Уайт
- Just Add Children (1995) – с Ева Рутланд и Кати Гилън Такър
- Naughty or Nerdy? / The Husband Hotel (2002) – с Дарлийн Гарднър
- Summer of Love (2003) – с Кенди Халидей, Холи Джейкъбс и Кати Линц

### Произведения написани под псевдонима Алисън Тайлър

#### Самостоятелни романи
- Playing It Safe (1984)
- Tender Awakening (1984)
- Business Before Pleasure (1984)
- A Daring Alliance (1984)
- Tamed Spirit (1984)
- Too Good to Be True (1984)
- A Matter of Style (1985)
- A Question of Honor (1985)
- Lost in Love (1985)
- Free and Easy (1985)
- How Many Tomorrows? (1985)
- Pulling the Strings (1985)
- Take Charge Lady (1986)
- King of Seduction (1986)
- The Bitter With the Sweet (1986)
- A Glimmer of Trust (1986)
- Perfect Charade (1986)
- Today and Always (1986)
- Restless Yearning (1987)
- Runaway Lover (1987)
- Chase the Sun (1987)
- Chase the Wind: A Jennifer Heath Novel (1987)
- Chase the Storm (1987)
- Double Masquerade (1987)
- Pink Satin Lady (1987)
- Tempting Angel (1987)
- Wild Surrender (1987)